# Víctor Fowler Calzada
Víctor Fowler Calzada (L'Havana, 1960) és un escriptor i assagista cubà. Llicenciat en Pedagogia (Instituto Superior Pedagógico Enrique José Varona). Va ser cap de Publicacions de l'Escuela Internacional de Cine y Televisión de San Antonio de los Baños (1994-1997 i 2002-2007), i director de la revista electrònica Miradas. Ha pronunciat conferències sobre literatura cubana a Colòmbia i Puerto Rico, com també a les universitats de Princeton, Brown, CUNY, Stony Brook, Berkeley, Harvard, Yale, Michigan, FIU, Ohio i Austin, entre altres universitats nord-americanes. Ha rebut diversos premis per la seva obra com a assagista i poeta. És autor d'Historias del cuerpo (l'Havana, 2001), La maldición: una historia del placer como conquista (l'Havana, 1998) i Rupturas y homenajes (l'Havana, 1999), entre altres llibres.